# Hero (Charlotte Perrelli-låt)
"Hero" är en poplåt framförd av Charlotte Perrelli, skriven av Fredrik Kempe och Bobby Ljunggren. Låten deltog i den fjärde deltävlingen av Melodifestivalen 2008, där den gick vidare till finalen i Globen den 15 mars. Låten segrade i omröstningen i finalen och representerade Sverige i Eurovision Song Contest 2008 i Belgrad där den slutade på 18:e plats i finalen med 47 poäng, varav en tolvpoängare från Malta som bäst.
Hero finns med på albumet Hero som släpptes den 23 april 2008
Singeln "Hero" släpptes den 12 mars 2008. Den toppade försäljningslistan för singlar i Sverige och sålde guld. Låten gick den 13 april 2008 rakt in på tredjeplatsen på Svensktoppen, där den låg i åtta veckor fram till den 1 juni 2008 med tredjeplats som högsta placering. Melodin låg även på Tracks i fem omgångar under perioden 22 mars-19 april 2008, med placeringarna 2-6-10-18-20. I vecka 20 hade "Hero" sålt platina i Sverige, vilket innebär mer än 40 000 sålda exemplar.
I slutet av april 2008 gick Hero in på Finlands topp-20-singellista, på plats 18.
Under sommaren 2008 förhandlade Perrelli med ett kinesiskt skivbolag, och det blev klart att man skulle lansera henne i Kina genom att släppa "Hero" och albumet med samma namn under hösten 2008. "Hero" släpptes också som musiksingel i Polen och Ungern.

## Musikvideo
Musikvideon till låten började spelas in i Stockholm den 14 april 2008 och pågick i två dagar, bland annat skedde inspelningen på Globens tak. Under inspelningen hade Charlotte en makeupartist, regissör, ett tiotal fotografer, ljud- och ljusarbetare och sin syster Kina Björck som stylist till sin hjälp. Videon släpptes officiellt den 7 maj 2008.

## Melodifestivalen och Eurovision Song Contest 2008

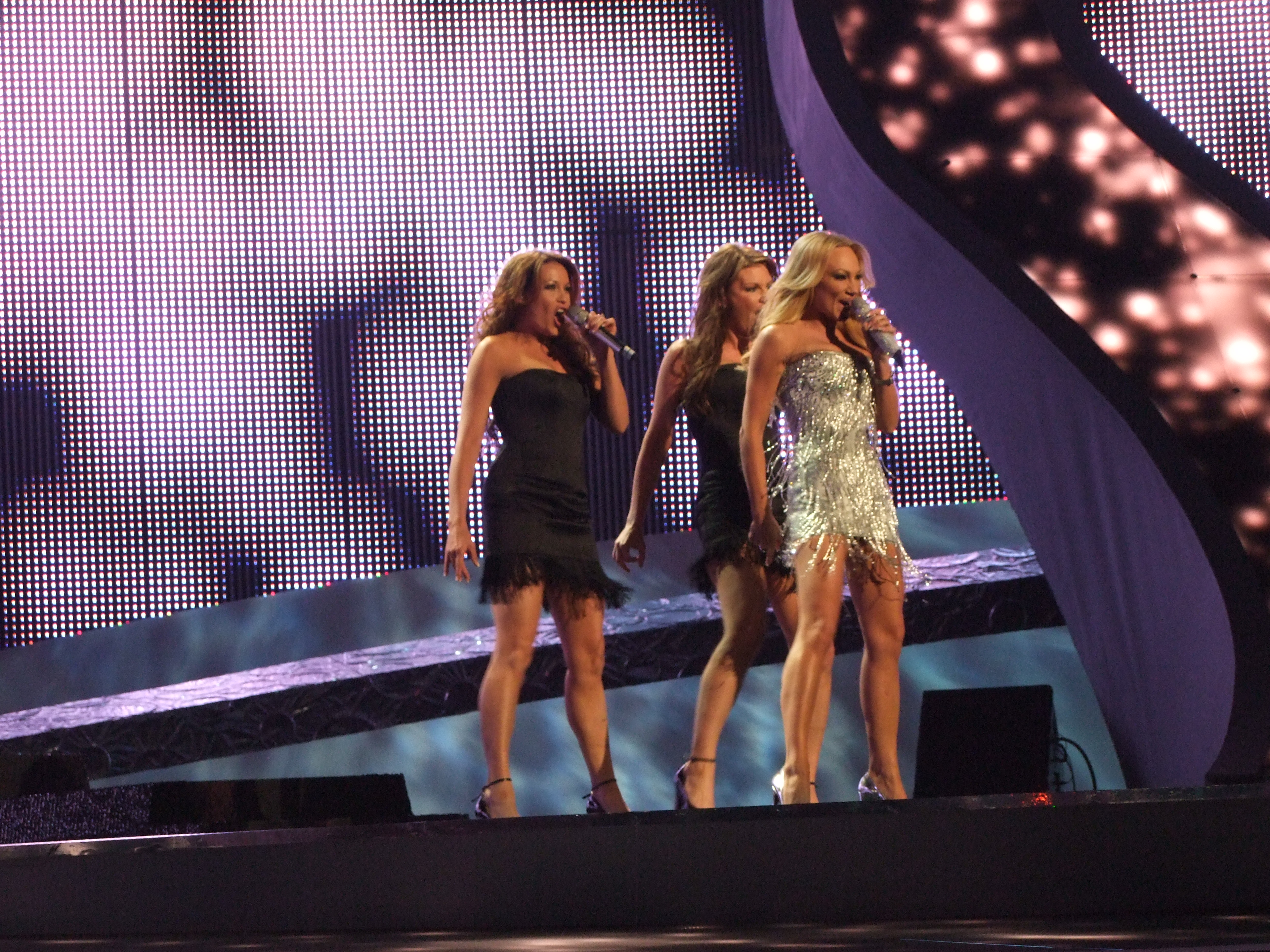
Charlotte under semifinalen vid Eurovision Song Contest 2008 i Belgrad.

Låten deltog i den fjärde deltävlingen av Melodifestivalen 2008, där den gick vidare till finalen i Globen den 15 mars. Låten segrade finalens omröstning och representerade Sverige vid Eurovision Song Contest 2008 i Belgrad.
Under den första veckan i april åkte Charlotte Perrelli på en promotionturné i hela Europa. Hon planerade att besöka Tyskland, länder på Balkan, Nederländerna och Österrike och flera veckor innan finalen prydde hon omslagen på de stora dagstidningarna i Serbien. Singeln släpptes även till radiostationer i de länder som hon kvalar mot i semifinalen.
Från början var det tänkt att hon även skulle besöka Ryssland under en flera dagar lång promotionturné, men hon nekades visum och turnén i Ryssland ställdes in.
Den 13 maj ägde de första repetitionerna för Sverige rum., hon åkte därefter vidare på sin promotionturne till Albanien och Montenegro.
I semifinalen av Eurovision Song Contest den 22 maj tog sig Charlotte vidare till finalen den 24 maj som en av de tio tävlande som gick vidare. Efter att siffror offentliggjorts visade det sig att hon inte varit en av de tio som fått flest röster. I själva verket placerade hon sig på en tolfteplats i semifinalen. Men på grund av nya regler där en jury får välja ut ett av bidragen, lyckades hon ta sig vidare som juryns val. I finalen gick hon ut som nummer 15, samma nummer som hon hade 1999 då hon vann med Take Me to Your Heaven.
Trots att flera spelbolag hade favorittippat Sveriges bidrag slutade Perrelli på en artonde plats i finalen med 47 poäng, rejält distanserad av vinnarbidraget från Ryssland med Dima Bilan på 272 poäng.  Under omröstningen bestod Perrellis röster mest av låga poäng som 5 poäng från Finland, Perrelli tilldelades tolv poäng från Malta.

## Coverversioner
- Inför finalen i Melodifestivalen 2009 framfördes låten av Moto Boy.[18]
- I TV4s Så mycket bättre 2018 framfördes låten av Linnea Henriksson.[19]

## Låtlista
1. Hero - 2,56
2. Hero (Instrumental) - 2,56

## Lanseringshistorik och listplaceringar
| Land               | Datum         |
| ------------------ | ------------- |
| Sverige (Download) | Februari 2008 |
| Sverige            | 12 mars 2008  |
| Norge              | 12 mars 2008  |
| Danmark            | 12 mars 2008  |
| Finland            | 12 mars 2008  |
| Belgien            | Våren 2008    |
| Österrike          | Våren 2008    |
| Nederländerna      | Våren 2008    |
| Kina               | Hösten 2008   |
| Polen              | Hösten 2008   |
| Ungern             | Hösten 2008   |

| Lista (2008)                 | Topp placering | Cert.    |
| ---------------------------- | -------------- | -------- |
| Danska singellistan          | 24             | -        |
| Finländska singellistan      | 18             | -        |
| Schweiziska singellistan     | 65             |          |
| Svenska Itunes-listan        | 13             |          |
| Sverigetopplistan            | 1              | Platinum |
| Digilistan                   | 1              |          |
| Trackslistan                 | 2              |          |
| Trackslistans årslista 2008. | 57             |          |
| Norska VG-listan             | 20             |          |
| "Ungerska spellistan"        | 4              |          |
| Euro Top200                  | 137            |          |